# Lista över fornlämningar i Norrtälje kommun (Edsbro)
Lista över fornlämningar i Norrtälje kommun (Edsbro) är en förteckning av ett urval av de fornlämningar som finns i Edsbro i Norrtälje kommun.
| Namn                       | Lämningstyp                 | Tillkomsttid | Historisk indelning | Plats | Läge                 | ID-nr          | Bild                                      |
| -------------------------- | --------------------------- | ------------ | ------------------- | ----- | -------------------- | -------------- | ----------------------------------------- |
| Edsbro 3:1                 | Stensättning                |              | Edsbro, Uppland     |       | 59.844983, 18.441561 | 10001400030001 | Ladda upp en bild av detta fornminne      |
| Edsbro 4:1                 | Stensättning                |              | Edsbro, Uppland     |       | 59.842101, 18.450432 | 10001400040001 | Ladda upp en bild av detta fornminne      |
| Edsbro 4:2                 | Grav markerad av sten/block |              | Edsbro, Uppland     |       | 59.842146, 18.450706 | 10001400040002 | Ladda upp en bild av detta fornminne      |
| Edsbro 7:1                 | Stensättning                |              | Edsbro, Uppland     |       | 59.837435, 18.446158 | 10001400070001 | Ladda upp en bild av detta fornminne      |
| Edsbro 10:1                | Gravfält                    |              | Edsbro, Uppland     |       | 59.843737, 18.433406 | 10001400100001 | Ladda upp en bild av detta fornminne      |
| Edsbro 11:1                | Gravfält                    |              | Edsbro, Uppland     |       | 59.844647, 18.431726 | 10001400110001 | Ladda upp en bild av detta fornminne      |
| Edsbro 12:1                | Gravfält                    |              | Edsbro, Uppland     |       | 59.844262, 18.429384 | 10001400120001 | Ladda upp en bild av detta fornminne      |
| Edsbro 14:1                | Grav markerad av sten/block |              | Edsbro, Uppland     |       | 59.845882, 18.425093 | 10001400140001 | Ladda upp en bild av detta fornminne      |
| Edsbro 14:2                | Grav markerad av sten/block |              | Edsbro, Uppland     |       | 59.845848, 18.425230 | 10001400140002 | Ladda upp en bild av detta fornminne      |
| Edsbro 17:1                | Röse                        |              | Edsbro, Uppland     |       | 59.838832, 18.444045 | 10001400170001 | Ladda upp en bild av detta fornminne      |
| Edsbro 19:1                | Gravfält                    |              | Edsbro, Uppland     |       | 59.841475, 18.430799 | 10001400190001 | Ladda upp en bild av detta fornminne      |
| Hasselbacken (Edsbro 20:1) | Stensättning                |              | Edsbro, Uppland     |       | 59.847682, 18.435917 | 10001400200001 | Ladda upp en bild av detta fornminne      |
| Hasselbacken (Edsbro 20:2) | Grav markerad av sten/block |              | Edsbro, Uppland     |       | 59.847704, 18.435687 | 10001400200002 | Ladda upp en bild av detta fornminne      |
| Hasselbacken (Edsbro 20:3) | Grav markerad av sten/block |              | Edsbro, Uppland     |       | 59.847664, 18.435594 | 10001400200003 | Ladda upp en bild av detta fornminne      |
| Hasselbacken (Edsbro 20:4) | Grav markerad av sten/block |              | Edsbro, Uppland     |       | 59.847694, 18.435499 | 10001400200004 | Ladda upp en bild av detta fornminne      |
| Edsbro 21:1                | Stensättning                |              | Edsbro, Uppland     |       | 59.846635, 18.433309 | 10001400210001 | Ladda upp en bild av detta fornminne      |
| Edsbro 21:2                | Stensättning                |              | Edsbro, Uppland     |       | 59.846544, 18.434129 | 10001400210002 | Ladda upp en bild av detta fornminne      |
| Edsbro 22:1                | Röse                        |              | Edsbro, Uppland     |       | 59.841526, 18.447066 | 10001400220001 | Ladda upp en bild av detta fornminne      |
| Edsbro 24:1                | Röse                        |              | Edsbro, Uppland     |       | 59.844212, 18.440206 | 10001400240001 | Ladda upp en bild av detta fornminne      |
| Edsbro 24:2                | Stensättning                |              | Edsbro, Uppland     |       | 59.844245, 18.440933 | 10001400240002 | Ladda upp en bild av detta fornminne      |
| Edsbro 25:1                | Stensättning                |              | Edsbro, Uppland     |       | 59.845199, 18.438857 | 10001400250001 | Ladda upp en bild av detta fornminne      |
| Edsbro 27:1                | Röse                        |              | Edsbro, Uppland     |       | 59.840536, 18.424116 | 10001400270001 | Ladda upp en bild av detta fornminne      |
| Edsbro 28:1                | Röse                        |              | Edsbro, Uppland     |       | 59.841684, 18.423260 | 10001400280001 | Ladda upp en bild av detta fornminne      |
| Edsbro 29:1                | Gravfält                    |              | Edsbro, Uppland     |       | 59.877160, 18.414146 | 10001400290001 | Ladda upp en bild av detta fornminne      |
| Edsbro 32:1                | Gravfält                    |              | Edsbro, Uppland     |       | 59.880034, 18.402817 | 10001400320001 | Ladda upp en bild av detta fornminne      |
| Edsbro 33:1                | Stensättning                |              | Edsbro, Uppland     |       | 59.879194, 18.405337 | 10001400330001 | Ladda upp en bild av detta fornminne      |
| Edsbro 33:2                | Stensättning                |              | Edsbro, Uppland     |       | 59.879358, 18.405101 | 10001400330002 | Ladda upp en bild av detta fornminne      |
| Edsbro 34:1                | Stensättning                |              | Edsbro, Uppland     |       | 59.879720, 18.405551 | 10001400340001 | Ladda upp en bild av detta fornminne      |
| Edsbro 36:1                | Gravfält                    |              | Edsbro, Uppland     |       | 59.880431, 18.414492 | 10001400360001 | Ladda upp en bild av detta fornminne      |
| Edsbro 38:1                | Stensättning                |              | Edsbro, Uppland     |       | 59.880034, 18.416474 | 10001400380001 | Ladda upp en bild av detta fornminne      |
| Edsbro 39:1                | Röse                        |              | Edsbro, Uppland     |       | 59.890840, 18.400941 | 10001400390001 | Ladda upp en bild av detta fornminne      |
| Edsbro 39:2                | Stensättning                |              | Edsbro, Uppland     |       | 59.890725, 18.400735 | 10001400390002 | Ladda upp en bild av detta fornminne      |
| Edsbro 40:1                | Gravfält                    |              | Edsbro, Uppland     |       | 59.880269, 18.411030 | 10001400400001 | Ladda upp en bild av detta fornminne      |
| Edsbro 41:1                | Hög                         |              | Edsbro, Uppland     |       | 59.880275, 18.409366 | 10001400410001 | Ladda upp en bild av detta fornminne      |
| Edsbro 42:1                | Stensättning                |              | Edsbro, Uppland     |       | 59.891058, 18.414076 | 10001400420001 | Ladda upp en bild av detta fornminne      |
| Edsbro 43:1                | Stensättning                |              | Edsbro, Uppland     |       | 59.892618, 18.425384 | 10001400430001 | Ladda upp en bild av detta fornminne      |
| Edsbro 44:1                | Gravfält                    |              | Edsbro, Uppland     |       | 59.894157, 18.429830 | 10001400440001 | Ladda upp en bild av detta fornminne      |
| Edsbro 45:1                | Fornborg                    |              | Edsbro, Uppland     |       | 59.866431, 18.410781 | 10001400450001 | Ladda upp en bild av detta fornminne      |
| Edsbro 46:1                | Stensättning                |              | Edsbro, Uppland     |       | 59.867411, 18.396567 | 10001400460001 | Ladda upp en bild av detta fornminne      |
| Edsbro 47:1                | Stensättning                |              | Edsbro, Uppland     |       | 59.867677, 18.395940 | 10001400470001 | Ladda upp en bild av detta fornminne      |
| Edsbro 48:1                | Stensättning                |              | Edsbro, Uppland     |       | 59.871522, 18.410323 | 10001400480001 | Ladda upp en bild av detta fornminne      |
| Edsbro 48:2                | Stensättning                |              | Edsbro, Uppland     |       | 59.871628, 18.410286 | 10001400480002 | Ladda upp en bild av detta fornminne      |
| Edsbro 51:1                | Stensättning                |              | Edsbro, Uppland     |       | 59.895450, 18.434034 | 10001400510001 | Ladda upp en bild av detta fornminne      |
| Edsbro 53:1                | Gravfält                    |              | Edsbro, Uppland     |       | 59.895041, 18.486521 | 10001400530001 | Ladda upp en bild av detta fornminne      |
| Edsbro 54:1                | Fornborg                    |              | Edsbro, Uppland     |       | 59.876632, 18.484665 | 10001400540001 | Ladda upp en bild av detta fornminne      |
| Edsbro 61:1                | Grav markerad av sten/block |              | Edsbro, Uppland     |       | 59.896602, 18.492005 | 10001400610001 | Ladda upp en bild av detta fornminne      |
| Edsbro 61:2                | Grav markerad av sten/block |              | Edsbro, Uppland     |       | 59.896348, 18.491903 | 10001400610002 | Ladda upp en bild av detta fornminne      |
| Edsbro 61:3                | Grav markerad av sten/block |              | Edsbro, Uppland     |       | 59.896297, 18.491896 | 10001400610003 | Ladda upp en bild av detta fornminne      |
| Edsbro 62:1                | Grav markerad av sten/block |              | Edsbro, Uppland     |       | 59.895801, 18.492352 | 10001400620001 | Ladda upp en bild av detta fornminne      |
| Edsbro 62:2                | Grav markerad av sten/block |              | Edsbro, Uppland     |       | 59.895689, 18.492196 | 10001400620002 | Ladda upp en bild av detta fornminne      |
| Edsbro 63:3                | Grav markerad av sten/block |              | Edsbro, Uppland     |       | 59.894813, 18.492940 | 10001400630003 | Ladda upp en bild av detta fornminne      |
| Edsbro 64:1                | Grav markerad av sten/block |              | Edsbro, Uppland     |       | 59.894792, 18.493273 | 10001400640001 | Ladda upp en bild av detta fornminne      |
| Kyrkbacken (Edsbro 66:1)   | Gravfält                    |              | Edsbro, Uppland     |       | 59.899940, 18.533312 | 10001400660001 | Ladda upp en bild av detta fornminne      |
| Edsbro 68:1                | Stensättning                |              | Edsbro, Uppland     |       | 59.904235, 18.539468 | 10001400680001 | Ladda upp en bild av detta fornminne      |
| Edsbro 68:2                | Stensättning                |              | Edsbro, Uppland     |       | 59.904138, 18.539618 | 10001400680002 | Ladda upp en bild av detta fornminne      |
| Edsbro 69:1                | Hällristning                |              | Edsbro, Uppland     |       | 59.900771, 18.542750 | 10001400690001 | Ladda upp en bild av detta fornminne      |
| Edsbro 69:2                | Hällristning                |              | Edsbro, Uppland     |       | 59.900876, 18.542912 | 10001400690002 | Ladda upp en bild av detta fornminne      |
| Edsbro 70:3                | Hög                         |              | Edsbro, Uppland     |       | 59.900441, 18.542191 | 10001400700003 | Ladda upp en bild av detta fornminne      |
| Edsbro 71:1                | Stensättning                |              | Edsbro, Uppland     |       | 59.899895, 18.540798 | 10001400710001 | Ladda upp en bild av detta fornminne      |
| Edsbro 71:2                | Stensättning                |              | Edsbro, Uppland     |       | 59.899813, 18.540760 | 10001400710002 | Ladda upp en bild av detta fornminne      |
| Edsbro 71:3                | Stensättning                |              | Edsbro, Uppland     |       | 59.899795, 18.540955 | 10001400710003 | Ladda upp en bild av detta fornminne      |
| Edsbro 71:4                | Stensättning                |              | Edsbro, Uppland     |       | 59.899791, 18.541130 | 10001400710004 | Ladda upp en bild av detta fornminne      |
| Edsbro 75:1                | Stensättning                |              | Edsbro, Uppland     |       | 59.904999, 18.532174 | 10001400750001 | Ladda upp en bild av detta fornminne      |
| Edsbro 76:1                | Stensättning                |              | Edsbro, Uppland     |       | 59.905632, 18.531882 | 10001400760001 | Ladda upp en bild av detta fornminne      |
| Edsbro 76:2                | Stensättning                |              | Edsbro, Uppland     |       | 59.905587, 18.531363 | 10001400760002 | Ladda upp en bild av detta fornminne      |
| Edsbro 78:1                | Stensättning                |              | Edsbro, Uppland     |       | 59.920416, 18.489232 | 10001400780001 | Ladda upp en bild av detta fornminne      |
| Edsbro 79:1                | Stensättning                |              | Edsbro, Uppland     |       | 59.922776, 18.492743 | 10001400790001 | Ladda upp en bild av detta fornminne      |
| Edsbro 79:4                | Stensättning                |              | Edsbro, Uppland     |       | 59.922573, 18.492265 | 10001400790004 | Ladda upp en bild av detta fornminne      |
| Edsbro 81:1                | Stensättning                |              | Edsbro, Uppland     |       | 59.930916, 18.497190 | 10001400810001 | Ladda upp en bild av detta fornminne      |
| Edsbro 83:1                | Röse                        |              | Edsbro, Uppland     |       | 59.907940, 18.421883 | 10001400830001 | Ladda upp en bild av detta fornminne      |
| Edsbro 83:2                | Stensättning                |              | Edsbro, Uppland     |       | 59.907907, 18.421280 | 10001400830002 | Ladda upp en bild av detta fornminne      |
| Edsbro 84:1                | Stensättning                |              | Edsbro, Uppland     |       | 59.907319, 18.420933 | 10001400840001 | Ladda upp en bild av detta fornminne      |
| Edsbro 84:2                | Stensättning                |              | Edsbro, Uppland     |       | 59.907041, 18.420896 | 10001400840002 | Ladda upp en bild av detta fornminne      |
| Edsbro 84:3                | Stensättning                |              | Edsbro, Uppland     |       | 59.907041, 18.420614 | 10001400840003 | Ladda upp en bild av detta fornminne      |
| Edsbro 85:1                | Stensättning                |              | Edsbro, Uppland     |       | 59.905539, 18.420391 | 10001400850001 | Ladda upp en bild av detta fornminne      |
| Edsbro 87:1                | Röse                        |              | Edsbro, Uppland     |       | 59.906594, 18.423125 | 10001400870001 | Ladda upp en bild av detta fornminne      |
| Edsbro 88:1                | Röse                        |              | Edsbro, Uppland     |       | 59.877101, 18.540381 | 10001400880001 | Ladda upp en bild av detta fornminne      |
| Edsbro 89:1                | Stensättning                |              | Edsbro, Uppland     |       | 59.876525, 18.539790 | 10001400890001 | Ladda upp en bild av detta fornminne      |
| Edsbro 89:2                | Stensättning                |              | Edsbro, Uppland     |       | 59.876630, 18.539645 | 10001400890002 | Ladda upp en bild av detta fornminne      |
| Edsbro 89:3                | Röse                        |              | Edsbro, Uppland     |       | 59.876757, 18.539655 | 10001400890003 | Ladda upp en bild av detta fornminne      |
| Edsbro 90:1                | Gravfält                    |              | Edsbro, Uppland     |       | 59.875629, 18.538892 | 10001400900001 | Ladda upp en bild av detta fornminne      |
| Edsbro 91:1                | Gravfält                    |              | Edsbro, Uppland     |       | 59.876423, 18.537842 | 10001400910001 | Ladda upp en bild av detta fornminne      |
| Edsbro 91:2                | Stensättning                |              | Edsbro, Uppland     |       | 59.876791, 18.537946 | 10001400910002 | Ladda upp en bild av detta fornminne      |
| Edsbro 91:3                | Stensättning                |              | Edsbro, Uppland     |       | 59.876767, 18.537791 | 10001400910003 | Ladda upp en bild av detta fornminne      |
| Edsbro 93:1                | Stensättning                |              | Edsbro, Uppland     |       | 59.876685, 18.542664 | 10001400930001 | Ladda upp en bild av detta fornminne      |
| Edsbro 94:1                | Gravfält                    |              | Edsbro, Uppland     |       | 59.876881, 18.544273 | 10001400940001 | Ladda upp en bild av detta fornminne      |
| Edsbro 95:1                | Röse                        |              | Edsbro, Uppland     |       | 59.877503, 18.545610 | 10001400950001 | Ladda upp en bild av detta fornminne      |
| Edsbro 95:2                | Stensättning                |              | Edsbro, Uppland     |       | 59.877465, 18.545754 | 10001400950002 | Ladda upp en bild av detta fornminne      |
| Edsbro 96:1                | Röse                        |              | Edsbro, Uppland     |       | 59.873884, 18.543656 | 10001400960001 | Ladda upp en bild av detta fornminne      |
| Edsbro 96:2                | Stensättning                |              | Edsbro, Uppland     |       | 59.873794, 18.543217 | 10001400960002 | Ladda upp en bild av detta fornminne      |
| Edsbro 96:3                | Stensättning                |              | Edsbro, Uppland     |       | 59.873910, 18.542683 | 10001400960003 | Ladda upp en bild av detta fornminne      |
| Edsbro 96:4                | Stensättning                |              | Edsbro, Uppland     |       | 59.873848, 18.542478 | 10001400960004 | Ladda upp en bild av detta fornminne      |
| Edsbro 97:1                | Röse                        |              | Edsbro, Uppland     |       | 59.877938, 18.541814 | 10001400970001 | Ladda upp en bild av detta fornminne      |
| Edsbro 97:2                | Stensättning                |              | Edsbro, Uppland     |       | 59.878141, 18.542276 | 10001400970002 | Ladda upp en bild av detta fornminne      |
| Edsbro 99:1                | Röse                        |              | Edsbro, Uppland     |       | 59.874785, 18.544158 | 10001400990001 | Ladda upp en bild av detta fornminne      |
| Edsbro 100:1               | Stensättning                |              | Edsbro, Uppland     |       | 59.917003, 18.427535 | 10001401000001 | Ladda upp en bild av detta fornminne      |
| Edsbro 101:1               | Stensättning                |              | Edsbro, Uppland     |       | 59.856160, 18.444584 | 10001401010001 | Ladda upp en bild av detta fornminne      |
| Edsbro 102:1               | Stensättning                |              | Edsbro, Uppland     |       | 59.857621, 18.443675 | 10001401020001 | Ladda upp en bild av detta fornminne      |
| Edsbro 106:1               | Röse                        |              | Edsbro, Uppland     |       | 59.883947, 18.457643 | 10001401060001 | Ladda upp en bild av detta fornminne      |
| Edsbro 106:2               | Stensättning                |              | Edsbro, Uppland     |       | 59.884055, 18.457817 | 10001401060002 | Ladda upp en bild av detta fornminne      |
| Edsbro 106:3               | Stensättning                |              | Edsbro, Uppland     |       | 59.884054, 18.457513 | 10001401060003 | Ladda upp en bild av detta fornminne      |
| Edsbro 107:1               | Röse                        |              | Edsbro, Uppland     |       | 59.883976, 18.459544 | 10001401070001 | Ladda upp en bild av detta fornminne      |
| Edsbro 107:2               | Röse                        |              | Edsbro, Uppland     |       | 59.883762, 18.460029 | 10001401070002 | Ladda upp en bild av detta fornminne      |
| Edsbro 108:1               | Röse                        |              | Edsbro, Uppland     |       | 59.885071, 18.458540 | 10001401080001 | Ladda upp en bild av detta fornminne      |
| Edsbro 110:1               | Gravfält                    |              | Edsbro, Uppland     |       | 59.884739, 18.461150 | 10001401100001 | Ladda upp en bild av detta fornminne      |
| Edsbro 111:1               | Stensättning                |              | Edsbro, Uppland     |       | 59.886223, 18.468255 | 10001401110001 | Ladda upp en bild av detta fornminne      |
| Edsbro 112:1               | Gravfält                    |              | Edsbro, Uppland     |       | 59.886253, 18.469983 | 10001401120001 | Ladda upp en bild av detta fornminne      |
| Edsbro 113:1               | Stensättning                |              | Edsbro, Uppland     |       | 59.885976, 18.470868 | 10001401130001 | Ladda upp en bild av detta fornminne      |
| Edsbro 113:2               | Stensättning                |              | Edsbro, Uppland     |       | 59.885857, 18.470808 | 10001401130002 | Ladda upp en bild av detta fornminne      |
| Edsbro 114:1               | Stensättning                |              | Edsbro, Uppland     |       | 59.885372, 18.473235 | 10001401140001 | Ladda upp en bild av detta fornminne      |
| Edsbro 114:2               | Stensättning                |              | Edsbro, Uppland     |       | 59.885648, 18.473431 | 10001401140002 | Ladda upp en bild av detta fornminne      |
| Edsbro 114:3               | Stensättning                |              | Edsbro, Uppland     |       | 59.885645, 18.473635 | 10001401140003 | Ladda upp en bild av detta fornminne      |
| Edsbro 114:4               | Stensättning                |              | Edsbro, Uppland     |       | 59.885641, 18.473806 | 10001401140004 | Ladda upp en bild av detta fornminne      |
| Edsbro 115:1               | Röse                        |              | Edsbro, Uppland     |       | 59.886090, 18.473357 | 10001401150001 | Ladda upp en bild av detta fornminne      |
| Edsbro 116:1               | Röse                        |              | Edsbro, Uppland     |       | 59.882363, 18.469337 | 10001401160001 | Ladda upp en bild av detta fornminne      |
| Edsbro 116:2               | Röse                        |              | Edsbro, Uppland     |       | 59.881919, 18.469343 | 10001401160002 | Ladda upp en bild av detta fornminne      |
| Edsbro 117:1               | Stensättning                |              | Edsbro, Uppland     |       | 59.881651, 18.467299 | 10001401170001 | Ladda upp en bild av detta fornminne      |
| Edsbro 117:2               | Stensättning                |              | Edsbro, Uppland     |       | 59.881885, 18.467517 | 10001401170002 | Ladda upp en bild av detta fornminne      |
| Edsbro 118:1               | Stensättning                |              | Edsbro, Uppland     |       | 59.882222, 18.466113 | 10001401180001 | Ladda upp en bild av detta fornminne      |
| Edsbro 119:1               | Stensättning                |              | Edsbro, Uppland     |       | 59.881804, 18.465775 | 10001401190001 | Ladda upp en bild av detta fornminne      |
| Edsbro 119:2               | Stensättning                |              | Edsbro, Uppland     |       | 59.881685, 18.465958 | 10001401190002 | Ladda upp en bild av detta fornminne      |
| Edsbro 119:3               | Stensättning                |              | Edsbro, Uppland     |       | 59.881592, 18.466146 | 10001401190003 | Ladda upp en bild av detta fornminne      |
| Edsbro 119:4               | Stensättning                |              | Edsbro, Uppland     |       | 59.881861, 18.466045 | 10001401190004 | Ladda upp en bild av detta fornminne      |
| Edsbro 120:1               | Gravfält                    |              | Edsbro, Uppland     |       | 59.890500, 18.464424 | 10001401200001 | Ladda upp en bild av detta fornminne      |
| Edsbro 122:1               | Röse                        |              | Edsbro, Uppland     |       | 59.890899, 18.465207 | 10001401220001 | Ladda upp en bild av detta fornminne      |
| Edsbro 122:2               | Stensättning                |              | Edsbro, Uppland     |       | 59.890809, 18.464956 | 10001401220002 | Ladda upp en bild av detta fornminne      |
| Edsbro 123:1               | Stensättning                |              | Edsbro, Uppland     |       | 59.890638, 18.466894 | 10001401230001 | Ladda upp en bild av detta fornminne      |
| Edsbro 123:2               | Stensättning                |              | Edsbro, Uppland     |       | 59.890590, 18.466625 | 10001401230002 | Ladda upp en bild av detta fornminne      |
| Edsbro 124:1               | Gravfält                    |              | Edsbro, Uppland     |       | 59.890738, 18.467774 | 10001401240001 | Ladda upp en bild av detta fornminne      |
| Edsbro 125:1               | Stensättning                |              | Edsbro, Uppland     |       | 59.887274, 18.471303 | 10001401250001 | Ladda upp en bild av detta fornminne      |
| Edsbro 125:2               | Stensättning                |              | Edsbro, Uppland     |       | 59.887298, 18.471505 | 10001401250002 | Ladda upp en bild av detta fornminne      |
| Edsbro 127:1               | Stensättning                |              | Edsbro, Uppland     |       | 59.885425, 18.470715 | 10001401270001 | Ladda upp en bild av detta fornminne      |
| Edsbro 129:1               | Stensättning                |              | Edsbro, Uppland     |       | 59.889868, 18.465008 | 10001401290001 | Ladda upp en bild av detta fornminne      |
| Edsbro 131:1               | Gravfält                    |              | Edsbro, Uppland     |       | 59.892131, 18.472212 | 10001401310001 | Ladda upp en bild av detta fornminne      |
| Edsbro 133:1               | Stensättning                |              | Edsbro, Uppland     |       | 59.892688, 18.473696 | 10001401330001 | Ladda upp en bild av detta fornminne      |
| Edsbro 134:1               | Gravfält                    |              | Edsbro, Uppland     |       | 59.892757, 18.475124 | 10001401340001 | Ladda upp en bild av detta fornminne      |
| Edsbro 135:1               | Gravfält                    |              | Edsbro, Uppland     |       | 59.890460, 18.472801 | 10001401350001 | Ladda upp en bild av detta fornminne      |
| Edsbro 138:1               | Gravfält                    |              | Edsbro, Uppland     |       | 59.891611, 18.479530 | 10001401380001 | Ladda upp en bild av detta fornminne      |
| Edsbro 141:1               | Stensättning                |              | Edsbro, Uppland     |       | 59.892078, 18.478762 | 10001401410001 | Ladda upp en bild av detta fornminne      |
| Edsbro 141:2               | Hög                         |              | Edsbro, Uppland     |       | 59.892154, 18.478860 | 10001401410002 | Ladda upp en bild av detta fornminne      |
| Edsbro 141:3               | Stensättning                |              | Edsbro, Uppland     |       | 59.892248, 18.478826 | 10001401410003 | Ladda upp en bild av detta fornminne      |
| Edsbro 142:1               | Stensättning                |              | Edsbro, Uppland     |       | 59.889503, 18.480542 | 10001401420001 | Ladda upp en bild av detta fornminne      |
| Edsbro 142:2               | Stensättning                |              | Edsbro, Uppland     |       | 59.889497, 18.480642 | 10001401420002 | Ladda upp en bild av detta fornminne      |
| Edsbro 142:3               | Röse                        |              | Edsbro, Uppland     |       | 59.889591, 18.480479 | 10001401420003 | Ladda upp en bild av detta fornminne      |
| Edsbro 142:4               | Stensättning                |              | Edsbro, Uppland     |       | 59.889758, 18.480501 | 10001401420004 | Ladda upp en bild av detta fornminne      |
| Edsbro 143:1               | Gravfält                    |              | Edsbro, Uppland     |       | 59.893445, 18.480088 | 10001401430001 | Ladda upp en bild av detta fornminne      |
| Edsbro 144:1               | Stensättning                |              | Edsbro, Uppland     |       | 59.893642, 18.468813 | 10001401440001 | Ladda upp en bild av detta fornminne      |
| Edsbro 146:1               | Gravfält                    |              | Edsbro, Uppland     |       | 59.893675, 18.444193 | 10001401460001 | Ladda upp en bild av detta fornminne      |
| Edsbro 147:1               | Stensättning                |              | Edsbro, Uppland     |       | 59.892959, 18.441443 | 10001401470001 | Ladda upp en bild av detta fornminne      |
| Edsbro 147:2               | Stensättning                |              | Edsbro, Uppland     |       | 59.892964, 18.441218 | 10001401470002 | Ladda upp en bild av detta fornminne      |
| Edsbro 148:1               | Gravfält                    |              | Edsbro, Uppland     |       | 59.892108, 18.446945 | 10001401480001 | Ladda upp en bild av detta fornminne      |
| Edsbro 149:1               | Gravfält                    |              | Edsbro, Uppland     |       | 59.893702, 18.448230 | 10001401490001 | Ladda upp en bild av detta fornminne      |
| Edsbro 151:1               | Gravfält                    |              | Edsbro, Uppland     |       | 59.897335, 18.492063 | 10001401510001 | Ladda upp en till bild av detta fornminne |
| Edsbro 152:1               | Fornborg                    |              | Edsbro, Uppland     |       | 59.902087, 18.485514 | 10001401520001 | Ladda upp en bild av detta fornminne      |
| Edsbro 154:1               | Stensättning                |              | Edsbro, Uppland     |       | 59.903474, 18.486123 | 10001401540001 | Ladda upp en bild av detta fornminne      |
| Edsbro 155:1               | Gravfält                    |              | Edsbro, Uppland     |       | 59.906265, 18.488960 | 10001401550001 | Ladda upp en bild av detta fornminne      |
| Edsbro 156:1               | Stensättning                |              | Edsbro, Uppland     |       | 59.902505, 18.482519 | 10001401560001 | Ladda upp en bild av detta fornminne      |
| Edsbro 157:1               | Stensättning                |              | Edsbro, Uppland     |       | 59.902789, 18.478997 | 10001401570001 | Ladda upp en bild av detta fornminne      |
| Edsbro 160:1               | Stensättning                |              | Edsbro, Uppland     |       | 59.902471, 18.472631 | 10001401600001 | Ladda upp en bild av detta fornminne      |
| Edsbro 160:2               | Stensättning                |              | Edsbro, Uppland     |       | 59.902654, 18.472125 | 10001401600002 | Ladda upp en bild av detta fornminne      |
| Edsbro 161:1               | Gravfält                    |              | Edsbro, Uppland     |       | 59.907007, 18.488900 | 10001401610001 | Ladda upp en bild av detta fornminne      |
| Edsbro 162:1               | Stensättning                |              | Edsbro, Uppland     |       | 59.913247, 18.486639 | 10001401620001 | Ladda upp en bild av detta fornminne      |
| Edsbro 164:1               | Stensättning                |              | Edsbro, Uppland     |       | 59.913605, 18.493922 | 10001401640001 | Ladda upp en bild av detta fornminne      |
| Edsbro 166:1               | Röse                        |              | Edsbro, Uppland     |       | 59.899708, 18.504553 | 10001401660001 | Ladda upp en bild av detta fornminne      |
| Edsbro 166:2               | Röse                        |              | Edsbro, Uppland     |       | 59.899425, 18.504406 | 10001401660002 | Ladda upp en bild av detta fornminne      |
| Edsbro 166:3               | Stensättning                |              | Edsbro, Uppland     |       | 59.899676, 18.504276 | 10001401660003 | Ladda upp en bild av detta fornminne      |
| Edsbro 167:1               | Stensättning                |              | Edsbro, Uppland     |       | 59.896568, 18.507265 | 10001401670001 | Ladda upp en bild av detta fornminne      |
| Edsbro 167:2               | Stensättning                |              | Edsbro, Uppland     |       | 59.896296, 18.507002 | 10001401670002 | Ladda upp en bild av detta fornminne      |
| Edsbro 167:3               | Stensättning                |              | Edsbro, Uppland     |       | 59.896374, 18.507321 | 10001401670003 | Ladda upp en bild av detta fornminne      |
| Edsbro 168:1               | Stensättning                |              | Edsbro, Uppland     |       | 59.897464, 18.512708 | 10001401680001 | Ladda upp en bild av detta fornminne      |
| Edsbro 169:1               | Gravfält                    |              | Edsbro, Uppland     |       | 59.896650, 18.512569 | 10001401690001 | Ladda upp en bild av detta fornminne      |
| Edsbro 170:1               | Röse                        |              | Edsbro, Uppland     |       | 59.896449, 18.513263 | 10001401700001 | Ladda upp en bild av detta fornminne      |
| Edsbro 170:2               | Stensättning                |              | Edsbro, Uppland     |       | 59.896528, 18.513860 | 10001401700002 | Ladda upp en bild av detta fornminne      |
| Edsbro 171:1               | Gravfält                    |              | Edsbro, Uppland     |       | 59.899546, 18.522007 | 10001401710001 | Ladda upp en bild av detta fornminne      |
| Edsbro 172:1               | Stensättning                |              | Edsbro, Uppland     |       | 59.904424, 18.525802 | 10001401720001 | Ladda upp en bild av detta fornminne      |
| Edsbro 173:1               | Stensättning                |              | Edsbro, Uppland     |       | 59.916604, 18.496596 | 10001401730001 | Ladda upp en bild av detta fornminne      |
| Edsbro 174:1               | Stensättning                |              | Edsbro, Uppland     |       | 59.916392, 18.501351 | 10001401740001 | Ladda upp en bild av detta fornminne      |
| Edsbro 175:1               | Stensättning                |              | Edsbro, Uppland     |       | 59.916140, 18.503813 | 10001401750001 | Ladda upp en bild av detta fornminne      |
| Edsbro 175:2               | Stensättning                |              | Edsbro, Uppland     |       | 59.916037, 18.503755 | 10001401750002 | Ladda upp en bild av detta fornminne      |
| Edsbro 176:1               | Stensättning                |              | Edsbro, Uppland     |       | 59.914857, 18.510740 | 10001401760001 | Ladda upp en bild av detta fornminne      |
| Edsbro 176:2               | Stensättning                |              | Edsbro, Uppland     |       | 59.914970, 18.510742 | 10001401760002 | Ladda upp en bild av detta fornminne      |
| Edsbro 177:1               | Stensättning                |              | Edsbro, Uppland     |       | 59.916015, 18.516996 | 10001401770001 | Ladda upp en bild av detta fornminne      |
| Edsbro 179:1               | Stensättning                |              | Edsbro, Uppland     |       | 59.913360, 18.520564 | 10001401790001 | Ladda upp en bild av detta fornminne      |
| Edsbro 179:2               | Stensättning                |              | Edsbro, Uppland     |       | 59.913371, 18.520762 | 10001401790002 | Ladda upp en bild av detta fornminne      |
| Edsbro 180:1               | Gravfält                    |              | Edsbro, Uppland     |       | 59.913465, 18.503946 | 10001401800001 | Ladda upp en bild av detta fornminne      |
| Edsbro 188:1               | Stensättning                |              | Edsbro, Uppland     |       | 59.911533, 18.506447 | 10001401880001 | Ladda upp en bild av detta fornminne      |
| Edsbro 189:1               | Gravfält                    |              | Edsbro, Uppland     |       | 59.907863, 18.510220 | 10001401890001 | Ladda upp en bild av detta fornminne      |
| Edsbro 191:1               | Stensättning                |              | Edsbro, Uppland     |       | 59.910677, 18.512327 | 10001401910001 | Ladda upp en bild av detta fornminne      |
| Edsbro 191:2               | Stensättning                |              | Edsbro, Uppland     |       | 59.910473, 18.512378 | 10001401910002 | Ladda upp en bild av detta fornminne      |
| Edsbro 192:1               | Stensättning                |              | Edsbro, Uppland     |       | 59.911172, 18.515034 | 10001401920001 | Ladda upp en bild av detta fornminne      |
| Edsbro 193:1               | Stensättning                |              | Edsbro, Uppland     |       | 59.912427, 18.516862 | 10001401930001 | Ladda upp en bild av detta fornminne      |
| Edsbro 193:2               | Stensättning                |              | Edsbro, Uppland     |       | 59.912467, 18.516665 | 10001401930002 | Ladda upp en bild av detta fornminne      |
| Edsbro 193:3               | Stensättning                |              | Edsbro, Uppland     |       | 59.912318, 18.516943 | 10001401930003 | Ladda upp en bild av detta fornminne      |
| Edsbro 195:1               | Stensättning                |              | Edsbro, Uppland     |       | 59.911856, 18.508354 | 10001401950001 | Ladda upp en bild av detta fornminne      |
| Edsbro 195:2               | Stensättning                |              | Edsbro, Uppland     |       | 59.911623, 18.508940 | 10001401950002 | Ladda upp en bild av detta fornminne      |
| Edsbro 200:1               | Röse                        |              | Edsbro, Uppland     |       | 59.905481, 18.530346 | 10001402000001 | Ladda upp en bild av detta fornminne      |
| Edsbro 201:1               | Stensättning                |              | Edsbro, Uppland     |       | 59.907913, 18.517343 | 10001402010001 | Ladda upp en bild av detta fornminne      |
| Edsbro 202:1               | Stensättning                |              | Edsbro, Uppland     |       | 59.907493, 18.518124 | 10001402020001 | Ladda upp en bild av detta fornminne      |
| Edsbro 203:1               | Röse                        |              | Edsbro, Uppland     |       | 59.908368, 18.518266 | 10001402030001 | Ladda upp en bild av detta fornminne      |
| Edsbro 205:1               | Stensättning                |              | Edsbro, Uppland     |       | 59.913762, 18.528348 | 10001402050001 | Ladda upp en bild av detta fornminne      |
| Edsbro 206:1               | Stensättning                |              | Edsbro, Uppland     |       | 59.898806, 18.466906 | 10001402060001 | Ladda upp en bild av detta fornminne      |
| Edsbro 206:2               | Stensättning                |              | Edsbro, Uppland     |       | 59.898836, 18.467162 | 10001402060002 | Ladda upp en bild av detta fornminne      |
| Edsbro 207:1               | Stensättning                |              | Edsbro, Uppland     |       | 59.898378, 18.466130 | 10001402070001 | Ladda upp en bild av detta fornminne      |
| Edsbro 208:1               | Stensättning                |              | Edsbro, Uppland     |       | 59.899649, 18.468247 | 10001402080001 | Ladda upp en bild av detta fornminne      |
| Edsbro 208:2               | Stensättning                |              | Edsbro, Uppland     |       | 59.899619, 18.468049 | 10001402080002 | Ladda upp en bild av detta fornminne      |
| Edsbro 208:3               | Röse                        |              | Edsbro, Uppland     |       | 59.899584, 18.467796 | 10001402080003 | Ladda upp en bild av detta fornminne      |
| Edsbro 208:4               | Stensättning                |              | Edsbro, Uppland     |       | 59.899427, 18.467653 | 10001402080004 | Ladda upp en bild av detta fornminne      |
| Edsbro 212:1               | Röse                        |              | Edsbro, Uppland     |       | 59.901212, 18.470367 | 10001402120001 | Ladda upp en bild av detta fornminne      |
| Edsbro 212:2               | Stensättning                |              | Edsbro, Uppland     |       | 59.901074, 18.469932 | 10001402120002 | Ladda upp en bild av detta fornminne      |
| Edsbro 213:1               | Röse                        |              | Edsbro, Uppland     |       | 59.926031, 18.423619 | 10001402130001 | Ladda upp en bild av detta fornminne      |
| Edsbro 214:1               | Röse                        |              | Edsbro, Uppland     |       | 59.925535, 18.423567 | 10001402140001 | Ladda upp en bild av detta fornminne      |
| Edsbro 215:1               | Röse                        |              | Edsbro, Uppland     |       | 59.925317, 18.425014 | 10001402150001 | Ladda upp en bild av detta fornminne      |
| Edsbro 216:1               | Röse                        |              | Edsbro, Uppland     |       | 59.924934, 18.429514 | 10001402160001 | Ladda upp en bild av detta fornminne      |
| Edsbro 216:2               | Stensättning                |              | Edsbro, Uppland     |       | 59.925204, 18.429545 | 10001402160002 | Ladda upp en bild av detta fornminne      |
| Edsbro 216:3               | Stensättning                |              | Edsbro, Uppland     |       | 59.925221, 18.429324 | 10001402160003 | Ladda upp en bild av detta fornminne      |
| Edsbro 217:1               | Stensättning                |              | Edsbro, Uppland     |       | 59.926704, 18.424610 | 10001402170001 | Ladda upp en bild av detta fornminne      |
| Edsbro 217:2               | Röse                        |              | Edsbro, Uppland     |       | 59.926815, 18.425019 | 10001402170002 | Ladda upp en bild av detta fornminne      |
| Edsbro 218:1               | Röse                        |              | Edsbro, Uppland     |       | 59.926647, 18.427160 | 10001402180001 | Ladda upp en bild av detta fornminne      |
| Edsbro 218:2               | Stensättning                |              | Edsbro, Uppland     |       | 59.926449, 18.427349 | 10001402180002 | Ladda upp en bild av detta fornminne      |
| Edsbro 218:3               | Stensättning                |              | Edsbro, Uppland     |       | 59.926609, 18.427451 | 10001402180003 | Ladda upp en bild av detta fornminne      |
| Edsbro 219:1               | Stensättning                |              | Edsbro, Uppland     |       | 59.924797, 18.427601 | 10001402190001 | Ladda upp en bild av detta fornminne      |
| Edsbro 220:1               | Stensättning                |              | Edsbro, Uppland     |       | 59.925479, 18.428217 | 10001402200001 | Ladda upp en bild av detta fornminne      |
| Edsbro 220:2               | Röse                        |              | Edsbro, Uppland     |       | 59.925364, 18.428602 | 10001402200002 | Ladda upp en bild av detta fornminne      |
| Edsbro 220:3               | Hög                         |              | Edsbro, Uppland     |       | 59.925825, 18.428246 | 10001402200003 | Ladda upp en bild av detta fornminne      |
| Edsbro 221:1               | Röse                        |              | Edsbro, Uppland     |       | 59.926378, 18.429479 | 10001402210001 | Ladda upp en bild av detta fornminne      |
| Edsbro 223:1               | Stensättning                |              | Edsbro, Uppland     |       | 59.926561, 18.430623 | 10001402230001 | Ladda upp en bild av detta fornminne      |
| Edsbro 223:2               | Stensättning                |              | Edsbro, Uppland     |       | 59.926491, 18.430740 | 10001402230002 | Ladda upp en bild av detta fornminne      |
| Edsbro 226:1               | Röse                        |              | Edsbro, Uppland     |       | 59.874745, 18.541054 | 10001402260001 | Ladda upp en bild av detta fornminne      |
| Edsbro 226:2               | Stensättning                |              | Edsbro, Uppland     |       | 59.874936, 18.540358 | 10001402260002 | Ladda upp en bild av detta fornminne      |
| Edsbro 227:1               | Runristning                 |              | Edsbro, Uppland     |       | 59.893151, 18.475301 | 10001402270001 | Ladda upp en bild av detta fornminne      |
| Edsbro 228:1               | Fornborg                    |              | Edsbro, Uppland     |       | 59.897728, 18.496247 | 10001402280001 | Ladda upp en bild av detta fornminne      |
| Edsbro 229:1               | Röse                        |              | Edsbro, Uppland     |       | 59.870666, 18.410030 | 10001402290001 | Ladda upp en bild av detta fornminne      |
| Edsbro 230:1               | Stensättning                |              | Edsbro, Uppland     |       | 59.897014, 18.535185 | 10001402300001 | Ladda upp en bild av detta fornminne      |
| Edsbro 230:2               | Stensättning                |              | Edsbro, Uppland     |       | 59.896904, 18.535098 | 10001402300002 | Ladda upp en bild av detta fornminne      |
| Edsbro 231:1               | Gravfält                    |              | Edsbro, Uppland     |       | 59.897617, 18.539677 | 10001402310001 | Ladda upp en bild av detta fornminne      |
| Edsbro 232:1               | Röse                        |              | Edsbro, Uppland     |       | 59.894585, 18.539271 | 10001402320001 | Ladda upp en bild av detta fornminne      |
| Edsbro 232:3               | Stensättning                |              | Edsbro, Uppland     |       | 59.894498, 18.538205 | 10001402320003 | Ladda upp en bild av detta fornminne      |
| Edsbro 233:1               | Röse                        |              | Edsbro, Uppland     |       | 59.895131, 18.539409 | 10001402330001 | Ladda upp en bild av detta fornminne      |
| Edsbro 233:2               | Röse                        |              | Edsbro, Uppland     |       | 59.895442, 18.538791 | 10001402330002 | Ladda upp en bild av detta fornminne      |
| Edsbro 233:3               | Röse                        |              | Edsbro, Uppland     |       | 59.895250, 18.538255 | 10001402330003 | Ladda upp en bild av detta fornminne      |
| Edsbro 234:1               | Röse                        |              | Edsbro, Uppland     |       | 59.895448, 18.540443 | 10001402340001 | Ladda upp en bild av detta fornminne      |
| Edsbro 235:1               | Stensättning                |              | Edsbro, Uppland     |       | 59.895217, 18.541754 | 10001402350001 | Ladda upp en bild av detta fornminne      |
| Edsbro 235:2               | Stensättning                |              | Edsbro, Uppland     |       | 59.895148, 18.541426 | 10001402350002 | Ladda upp en bild av detta fornminne      |
| Edsbro 237:1               | Stensättning                |              | Edsbro, Uppland     |       | 59.888088, 18.540743 | 10001402370001 | Ladda upp en bild av detta fornminne      |
| Edsbro 238:1               | Stensättning                |              | Edsbro, Uppland     |       | 59.888543, 18.541026 | 10001402380001 | Ladda upp en bild av detta fornminne      |
| Edsbro 239:1               | Röse                        |              | Edsbro, Uppland     |       | 59.887546, 18.501248 | 10001402390001 | Ladda upp en bild av detta fornminne      |
| Edsbro 240:1               | Stensättning                |              | Edsbro, Uppland     |       | 59.873577, 18.540271 | 10001402400001 | Ladda upp en bild av detta fornminne      |
| Edsbro 240:2               | Stensättning                |              | Edsbro, Uppland     |       | 59.873688, 18.540362 | 10001402400002 | Ladda upp en bild av detta fornminne      |
| Edsbro 240:3               | Röse                        |              | Edsbro, Uppland     |       | 59.873661, 18.540749 | 10001402400003 | Ladda upp en bild av detta fornminne      |
| Edsbro 240:4               | Stensättning                |              | Edsbro, Uppland     |       | 59.873898, 18.540753 | 10001402400004 | Ladda upp en bild av detta fornminne      |
| Mellanlåren (Edsbro 241:1) | Fornborg                    |              | Edsbro, Uppland     |       | 59.872107, 18.538462 | 10001402410001 | Ladda upp en bild av detta fornminne      |
| Edsbro 242:1               | Stensättning                |              | Edsbro, Uppland     |       | 59.877944, 18.543347 | 10001402420001 | Ladda upp en bild av detta fornminne      |
| Edsbro 242:2               | Stensättning                |              | Edsbro, Uppland     |       | 59.877850, 18.543435 | 10001402420002 | Ladda upp en bild av detta fornminne      |
| Edsbro 243:1               | Gravfält                    |              | Edsbro, Uppland     |       | 59.878168, 18.544166 | 10001402430001 | Ladda upp en bild av detta fornminne      |
| Edsbro 244:1               | Gravfält                    |              | Edsbro, Uppland     |       | 59.843646, 18.434998 | 10001402440001 | Ladda upp en bild av detta fornminne      |
| Edsbro 245:1               | Gravfält                    |              | Edsbro, Uppland     |       | 59.843854, 18.431824 | 10001402450001 | Ladda upp en bild av detta fornminne      |
| Edsbro 246:1               | Grav markerad av sten/block |              | Edsbro, Uppland     |       | 59.844024, 18.433345 | 10001402460001 | Ladda upp en bild av detta fornminne      |
| Edsbro 246:2               | Grav markerad av sten/block |              | Edsbro, Uppland     |       | 59.843988, 18.433461 | 10001402460002 | Ladda upp en bild av detta fornminne      |
| Edsbro 250:2               | Husgrund, historisk tid     |              | Edsbro, Uppland     |       | 59.892536, 18.495075 | 10001402500002 | Ladda upp en bild av detta fornminne      |
| Edsbro 250:3               | Husgrund, historisk tid     |              | Edsbro, Uppland     |       | 59.892572, 18.495430 | 10001402500003 | Ladda upp en bild av detta fornminne      |
| Edsbro 250:4               | Husgrund, historisk tid     |              | Edsbro, Uppland     |       | 59.892456, 18.495751 | 10001402500004 | Ladda upp en bild av detta fornminne      |
| Edsbro 251:1               | Stensättning                |              | Edsbro, Uppland     |       | 59.914309, 18.510260 | 10001402510001 | Ladda upp en bild av detta fornminne      |
| Edsbro 253:1               | Stensättning                |              | Edsbro, Uppland     |       | 59.909258, 18.422877 | 10001402530001 | Ladda upp en bild av detta fornminne      |
| Edsbro 255:1               | Stensättning                |              | Edsbro, Uppland     |       | 59.907280, 18.424255 | 10001402550001 | Ladda upp en bild av detta fornminne      |
| Edsbro 262:1               | Stensättning                |              | Edsbro, Uppland     |       | 59.926665, 18.421040 | 10001402620001 | Ladda upp en bild av detta fornminne      |
| Edsbro 262:2               | Stensättning                |              | Edsbro, Uppland     |       | 59.926610, 18.421115 | 10001402620002 | Ladda upp en bild av detta fornminne      |
| Edsbro 262:3               | Stensättning                |              | Edsbro, Uppland     |       | 59.926525, 18.421255 | 10001402620003 | Ladda upp en bild av detta fornminne      |
| Edsbro 263:1               | Röse                        |              | Edsbro, Uppland     |       | 59.927299, 18.427627 | 10001402630001 | Ladda upp en bild av detta fornminne      |
| Edsbro 264:1               | Röse                        |              | Edsbro, Uppland     |       | 59.927043, 18.426331 | 10001402640001 | Ladda upp en bild av detta fornminne      |
| Edsbro 268:1               | Stensättning                |              | Edsbro, Uppland     |       | 59.898042, 18.464495 | 10001402680001 | Ladda upp en bild av detta fornminne      |
| Edsbro 269:1               | Gravfält                    |              | Edsbro, Uppland     |       | 59.901642, 18.473123 | 10001402690001 | Ladda upp en bild av detta fornminne      |
| Edsbro 277:1               | Stensättning                |              | Edsbro, Uppland     |       | 59.908437, 18.422224 | 10001402770001 | Ladda upp en bild av detta fornminne      |
| Edsbro 277:2               | Röse                        |              | Edsbro, Uppland     |       | 59.908349, 18.423019 | 10001402770002 | Ladda upp en bild av detta fornminne      |
| Edsbro 284:1               | Röse                        |              | Edsbro, Uppland     |       | 59.902029, 18.473172 | 10001402840001 | Ladda upp en bild av detta fornminne      |
| Edsbro 285:1               | Stensättning                |              | Edsbro, Uppland     |       | 59.822583, 18.440987 | 10001402850001 | Ladda upp en bild av detta fornminne      |
| Edsbro 285:2               | Stensättning                |              | Edsbro, Uppland     |       | 59.822681, 18.441124 | 10001402850002 | Ladda upp en bild av detta fornminne      |
| Edsbro 286:1               | Gravfält                    |              | Edsbro, Uppland     |       | 59.823466, 18.440941 | 10001402860001 | Ladda upp en bild av detta fornminne      |
| Edsbro 287:1               | Gravfält                    |              | Edsbro, Uppland     |       | 59.827079, 18.441976 | 10001402870001 | Ladda upp en bild av detta fornminne      |
| Edsbro 301:1               | Röse                        |              | Edsbro, Uppland     |       | 59.880279, 18.457288 | 10001403010001 | Ladda upp en bild av detta fornminne      |
| Edsbro 301:2               | Röse                        |              | Edsbro, Uppland     |       | 59.880009, 18.457450 | 10001403010002 | Ladda upp en bild av detta fornminne      |
| Edsbro 315                 | Stensättning                |              | Edsbro, Uppland     |       | 59.919879, 18.480141 | 12000000001382 | Ladda upp en bild av detta fornminne      |
| Edsbro 316                 | Stensättning                |              | Edsbro, Uppland     |       | 59.804835, 18.456303 | 12000000063912 | Ladda upp en bild av detta fornminne      |
| Edsbro 317                 | Röse                        |              | Edsbro, Uppland     |       | 59.804845, 18.456210 | 12000000063914 | Ladda upp en bild av detta fornminne      |
| Edsbro 318                 | Röse                        |              | Edsbro, Uppland     |       | 59.804895, 18.455953 | 12000000063916 | Ladda upp en bild av detta fornminne      |
| Edsbro 325                 | Stensättning                |              | Edsbro, Uppland     |       | 59.804799, 18.456341 | 12000000063923 | Ladda upp en bild av detta fornminne      |